# Mike Fratello
Michael Robert „Mike“ Fratello (* 24. Februar 1947 in Hackensack, New Jersey) ist ein US-amerikanischer Basketballtrainer, der auf eine langjährige Karriere in der am höchsten dotierten Profiliga NBA zurückblicken kann. Er war Trainer des Jahres der NBA 1985/86 und wird mit 667 Siegen in 1.215 Spielen als verantwortlicher Trainer zu den 20 Trainern der NBA mit den meisten Siegen und meisten Einsätzen gezählt. Nach dem Ende seines Engagements bei den Memphis Grizzlies 2006 arbeitete Fratello als Fernsehanalyst für Basketballspiele, was er zuvor schon in vertragslosen Zeiten getan hatte. 2011 wurde er zum Nationaltrainer der ukrainischen Herrenauswahl ernannt, die er in den Sommermonaten in der US-amerikanischen „Off-Season“ bei internationalen Spielen betreut.

## Karriere
Während seiner Schulzeit an der lokalen Highschool in Hackensack war er in verschiedenen Sportmannschaften aktiv und ging zum Studium an das Montclair State College im gleichnamigen Ort seines US-Heimatstaates. Am College war er vorrangig in der American-Football-Mannschaft der Hochschule aktiv. Nach dem Ende seines Studiums kehrte er 1969 als Trainerassistent der Schulmannschaften im American Football und Basketball an seine Highschool zurück. Nach einem Jahr ging er an die University of Rhode Island, wo er als Assistenztrainer der Basketballmannschaft Rams in der NCAA Division I arbeitete. Nach zwei Jahren wechselte er 1972 in gleicher Position an die James Madison University in Harrisonburg, Virginia. Drei weitere Jahre später ging er an die Villanova University in Philadelphia, wo er als Assistent von Rollie Massimino arbeitete, der die Hochschulmannschaft Wildcats 1978 zu ihrer ersten Conference-Meisterschaft in der Atlantic 10 Conference führte. In der landesweiten NCAA-Endrunde erreichten die Wildcats nach sieben Jahren erstmals wieder die Viertelfinalrunde Elite Eight. Nach diesen drei Jahren bekam Fratello das Angebot, in der Profiliga NBA zu arbeiten.
1978 wechselte Fratello als Trainerassistent zu den Atlanta Hawks in die erfolgreichste Basketball-Profiliga NBA, wo er zunächst unter Cheftrainer Hubie Brown arbeitete, der zuvor Trainer des Jahres der NBA 1977/78 geworden war. Zum Saisonende der NBA 1980/81 wurde Brown jedoch gefeuert und Fratello übernahm für die restlichen drei Spiele der Spielzeit. Für die darauffolgende Spielzeit wurde jedoch Kevin Loughery neuer Cheftrainer und Fratello arbeitete zunächst weiter als Assistent, bevor ihn Brown bei seiner neuen Tätigkeit als Cheftrainer der New York Knicks erneut als seinen Assistenten nach New York holte. Nach einem Jahr bei den Knicks war jedoch Lougherys Zeit bei den Hawks zu Ende und die Hawks holten Fratello als Cheftrainer zurück nach Atlanta.
Fratellos Start als Cheftrainer bei den Hawks war holprig. Sein Vorgänger Loughery hatte positive Saisonbilanzen mit Play-off-Teilnahmen vorgelegt und Fratello gelang in seiner ersten Spielzeit als verantwortlicher Trainer in der NBA 1983/84 zwar der Einzug in die Play-offs, aber die negative Saisonbilanz verschlechterte sich in der folgenden Spielzeit noch und die Hawks verpassten diesmal den Einzug in die Finalrunde. Zudem litt das Franchise unter mangelndem Interesse in Atlanta und hatte zwölf Heimspiele nach New Orleans verkauft. In der NBA 1985/86 gelang Fratello die Wende und er führte die Hawks mit Starspieler Dominique Wilkins sowie den jungen Spielern Doc Rivers, Kevin Willis, Antoine Carr und „Rookie“ Spud Webb zur besten Bilanz seit sechs Jahren mit 50 Siegen, was ihm die Auszeichnung als Trainer des Jahres der NBA einbrachte. In den Play-offs verlor man in der zweiten Runde gegen den späteren „Champion“ Boston Celtics. In der NBA 1986/87 gelangen gar 57 Siege in der regulären Saison, was die beste Saisonbilanz der Hawks in der NBA bis dato war, und der Titelgewinn der alten Central Division. Als Zweiter der Eastern Conference schied man jedoch erneut in der zweiten Play-off-Runde gegen die neue aufkommende Meistermannschaft Detroit Pistons aus, die man ein Jahr zuvor in der ersten Runde noch besiegt hatte.
In der NBA 1987/88 erreichte man in der regulären Saison erneut 50 Siege und schied diesmal in der zweiten Play-off-Runde wieder gegen die Boston Celtics diesmal knapp in sieben Spielen aus. Nach 52 Siegen in der NBA 1988/89 war bereits in der ersten Play-off-Runde gegen die Milwaukee Bucks Endstation. In der NBA 1989/90 erreichte man nur noch eine ausgeglichene Bilanz von 41 Siegen in 82 Spielen und verpasste die Play-offs. Fratellos Zeit bei den Hawks war zu Ende und während der folgenden drei Jahre arbeitete er unter anderem mit Marv Albert als Fernsehanalyst bei NBC Networks. 1993 verpflichteten ihn die Cleveland Cavaliers als Cheftrainer, nachdem Vorgänger Lenny Wilkens zu den Hawks gewechselt war. In der NBA 1993/94 kam Fratello mit 47 Siegen an Wilkens erfolgreiche zwei Spielzeiten zuvor nicht heran und verlor in der ersten Play-off-Runde gegen Titelverteidiger Chicago Bulls. Die folgenden beiden Spielzeiten verlor man in der ersten Runde gegen die New York Knicks. In der NBA 1996/97 reichte eine knapp positive Saisonbilanz von 42 Siegen in 82 Spielen nicht mehr zum Einzug in die Play-offs. Bei den Cavaliers sah sich Fratello mit der Aufgabe konfrontiert, alternde Starspieler wie Mark Price, John Williams und Michael Cage ersetzen zu müssen. In der NBA 1997/98 kehrte man nach 47 Siegen noch einmal in die Play-offs zurück. In der verkürzten NBA 1998/99 reichte es dann nicht mehr zum Einzug in die Play-offs und Fratello musste seinen Hut nehmen. Anschließend verschlechterten sich die Cavaliers kontinuierlich bis zur Akquisition von LeBron James.
2004 gab Hubie Brown aus gesundheitlichen Gründen seinen Posten bei den Memphis Grizzlies auf, nachdem er im Jahr zuvor nach der ersten Play-off-Teilnahme in der Geschichte der Grizzlies erneut Trainer des Jahres der NBA geworden war. Nach kurzem Interim wurde Mike Fratello sein Nachfolger und konnte die Grizzlies nach einem mäßigen Saisonstart erneut in die Play-offs führen, wo jedoch wie im Vorjahr erneut sieglos in der ersten Runde Endstation war. In der folgenden NBA 2005/06 steigerte man sich auf 49 Saisonsiege, doch in der ersten Play-off-Runde blieb man zum dritten Mal in Folge sieglos und schied gegen den späteren Finalisten Dallas Mavericks aus. Nach einem katastrophalen Saisonstart in der NBA 2006/07 mit nur sechs Siegen in 30 Spielen wurde Fratello als Trainer entlassen. Bei elf Play-off-Teilnahmen in 16 NBA-Spielzeiten als verantwortlicher Trainer kam er mit seinen Mannschaften nie über die zweite Runde hinaus, obwohl er mit einer Siegquote von knapp 55 % über alle Spiele respektable statistische Zahlen aufweisen kann.
Nach dem Ende seiner Trainerkarriere in der NBA arbeitete Fratello wieder als Fernsehkommentator an der Seite von Marv Albert bei TNT, dessen Eigentümer Ted Turner von 1977 bis 1995 auch über von ihm kontrollierte Gesellschaften Eigentümer der Atlanta Hawks war.

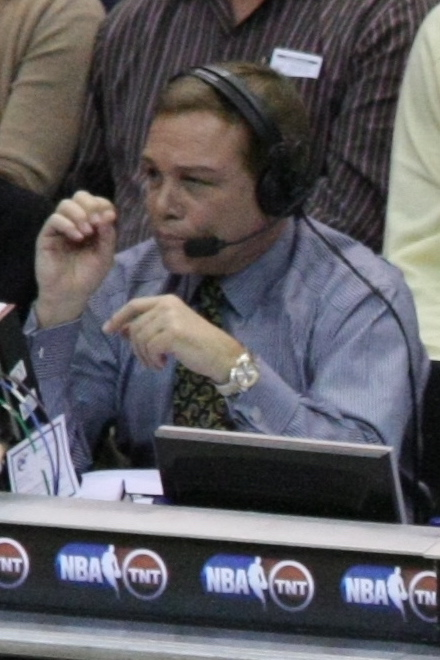
Fratello im Jahr 2015

Nachdem Fratello mit Alexander Wolkow bei den Hawks, Witalij Potapenko bei den Cavaliers und Serhij Lischtschuk, der 2004 von den Grizzlies gedraftet worden war, bereits drei Ukrainer persönlich kannte, wurde er trotzdem etwas überraschend 2011 zum Cheftrainer der ukrainischen Nationalmannschaft der Herren berufen. Mit der ukrainischen Auswahl rutschte Fratello noch in das Teilnehmerfeld der erweiterten Endrunde der Basketball-Europameisterschaft 2011, in der man jedoch in der Vorrunde nur zwei Spiele gewann. Die Niederlage mit 16 Punkten Differenz gegen Georgien erwies sich im Dreier-Vergleich zwischen diesen beiden Mannschaften und Bulgarien als zu große Bürde, um in die nächste Runde einzuziehen. Zwei Jahre später unternimmt Fratello mit der Ukraine bei der EM-Endrunde 2013 einen erneuten Versuch, unter die besten europäischen Mannschaften vorzustoßen oder gar die Qualifikation für die Basketball-Weltmeisterschaft 2014 zu erreichen.